# Baloda Bazar
Baloda Bazar est une ville indienne située dans le district de Baloda Bazar dans l’État du Chhattisgarh. En 2001, sa population était de 22 853 habitants.

## Source de la traduction
- (en) Cet article est partiellement ou en totalité issu de l’article de Wikipédia en anglais intitulé « Baloda Bazar » (voir la liste des auteurs).